# Saison 2006-2007 des Penguins de Pittsburgh
Vous lisez un « bon article » labellisé en 2007.
Autres saisons
Saison suivante
La saison 2006-2007 est la 39e saison des Penguins de Pittsburgh dans la Ligue nationale de hockey. Les Penguins connaissant une première moitié de saison en dents de scie avant de réaliser une très bonne seconde partie, après le 55e Match des étoiles. Ils parviennent finalement à se qualifier pour les séries éliminatoires de la Coupe Stanley 2007 pour la première fois depuis la saison 2000-2001 de la LNH.
Au cours de la saison, Sidney Crosby est le meilleur joueur de l'équipe finissant avec 120 points, premier de la ligue, et devenant le plus jeune joueur à dépasser les 200 points dans sa carrière le 2 mars. La saison des Penguins prend fin en avril contre les Sénateurs d'Ottawa qui gagnent en cinq matchs leur ticket pour les demi-finales d'Association des séries éliminatoires de la Coupe Stanley 2007.

## Avant-saison

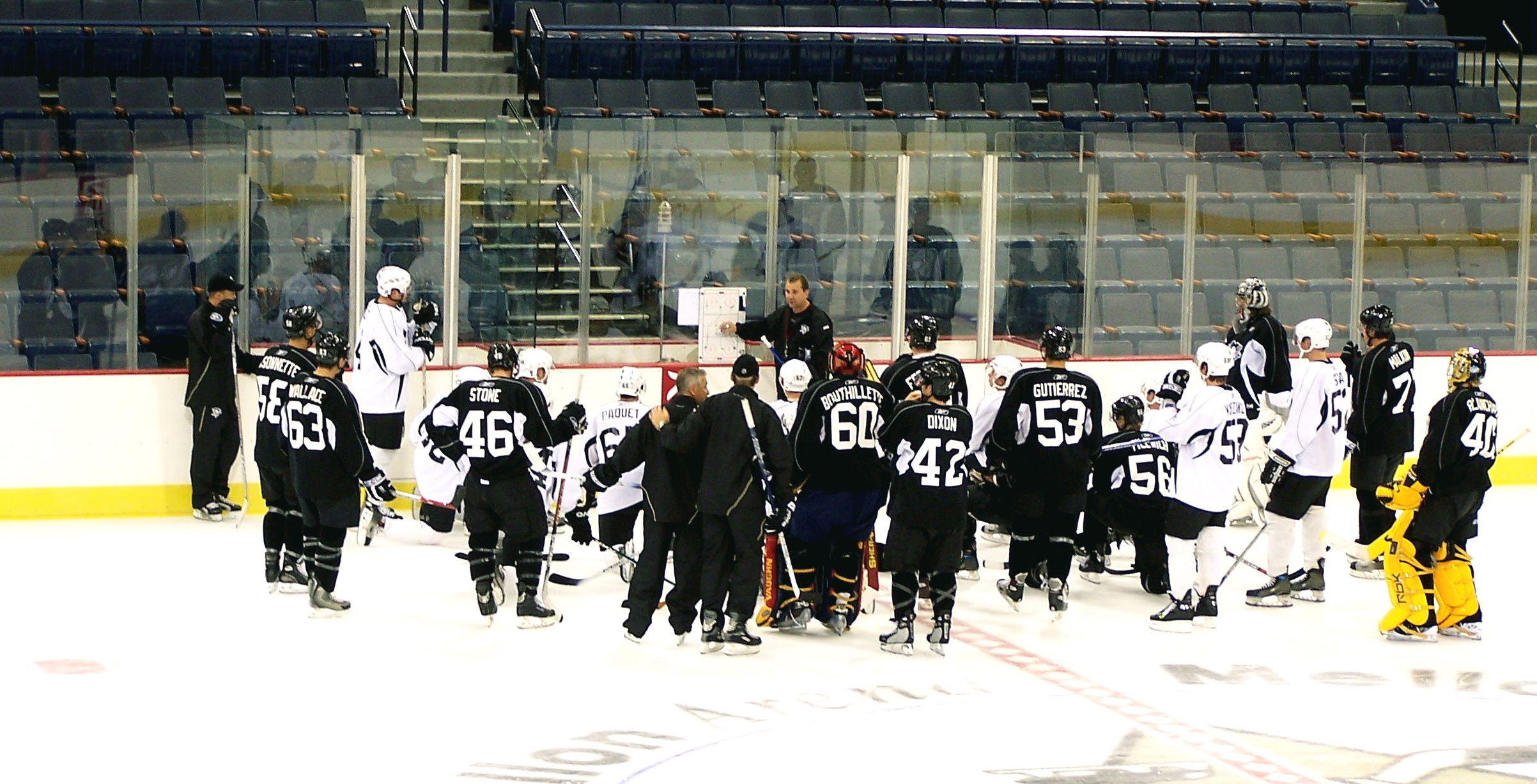
Les recrues des Penguins pendant un entraînement de pré-saison.

Les Penguins finissent la saison précédente avec le deuxième plus petit niveau de points, juste devant les Blues de Saint-Louis. De plus, même si les jeunes talents de l'équipe sont présents aussi bien offensivement que défensivement, la saison 2005-2006 de la LNH voit le départ à la retraite du capitaine historique de la franchise alors qu'il est âgé de 40 ans, Mario Lemieux.
Cette avant-dernière place permet aux Penguins de choisir en tant que deuxième équipe lors du repêchage de 2006. Au cours de l'été 2006, Sidney Crosby, qui vient de finir sa première saison avec le cinquième meilleur total de  points de la saison 2005-2006, voit l'attaque se renforcer avec plusieurs transferts menés par le nouveau directeur de la franchise, Ray Shero. Ce dernier fait principalement venir des joueurs qu'il connaît et qu'il a déjà côtoyés au cours de ses précédentes expériences dans le monde de la LNH, même si la défense des Penguins manque encore de maturité.
L'arrivée principale de l'inter-saison est celle d'Ievgueni Malkine repêché en 2004 par les Penguins en tant que premier choix, le deuxième au total du repêchage, mais qui jusqu'à présent préférait continuer à jouer dans son équipe du championnat russe : le Metallourg Magnitogorsk. Après avoir signé un contrat d'un an avec le Metallurg Magnitogorsk pour la saison 2006-2007, il profite d'un tournoi disputé en Finlande pour quitter l'Europe et ne plus donner de nouvelles pendant un certain temps. Au cours de l'été, le public apprend qu'il a rejoint Los Angeles et quelque temps plus tard, il rejoint enfin les rangs des Penguins. Il se blesse lors d'un match amical contre les Flyers de Philadelphie en entrant en collision avec son coéquipier John Leclair. Il tombe lourdement sur son épaule et manque les premiers matchs de la saison.

## Saison 2006-2007

### La saison régulière

#### Déroulement de la saison

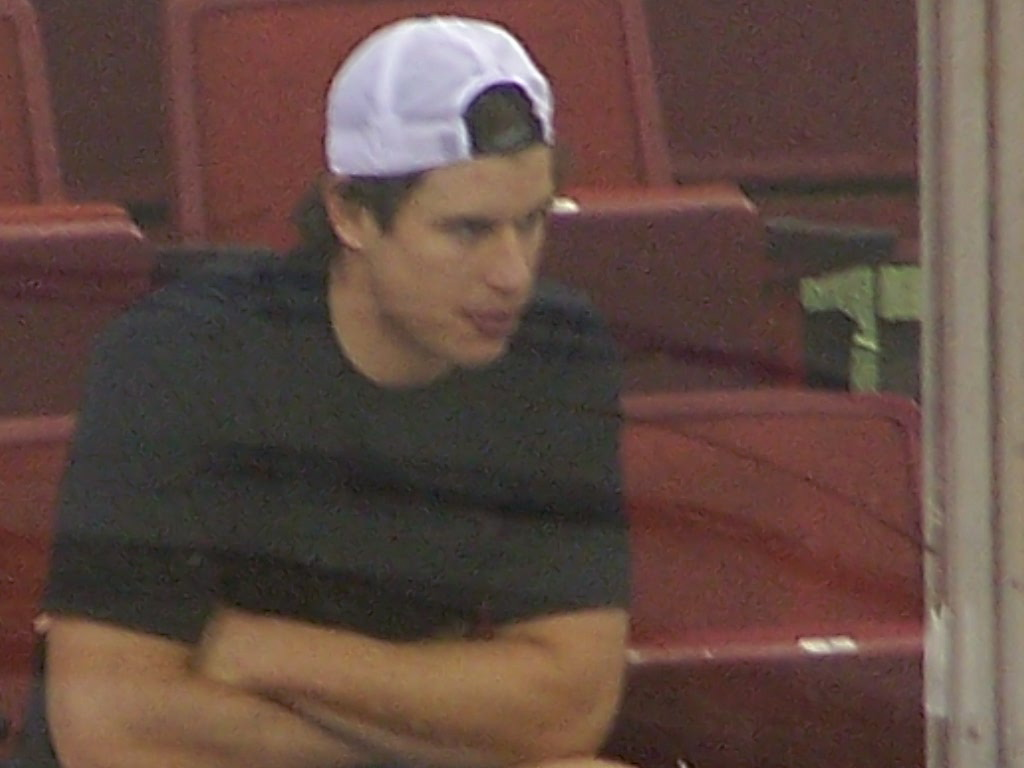
Crosby regardant un entraînement de pré-saison des Penguins.

Les Penguins connaissent un début de saison en dents de scie avec des résultats assez variables même si le retour de Malkine permet à l'équipe d'aligner des victoires. Le 1er novembre les Penguins commencent leur tournée à l'Ouest et malgré une victoire lors du premier match, il s'ensuit une série de défaites.
Le 11 décembre, les Penguins jouent contre les Capitals de Washington et sont menés au milieu du deuxième tiers 4 à 0. Ils réussissent malgré tout à renverser la tendance avec un but égalisateur dans le dernier tiers par Malkine. Les joueurs des Penguins gagnent par la suite le match sur le score de 5 buts à 4 lors des séances de tirs au but, le lancer vainqueur étant réussi par le jeune russe. Le 13 décembre au cours d'un match contre les Flyers, les Penguins inscrivent 8 buts et Sidney Crosby réalise un but et cinq aides. Deux jours plus tard, contre les Islanders, Crosby inscrit un but et trois passes, ce qui lui donne 10 points en 2 parties.
Le 9 janvier, Sidney Crosby est sélectionné dans la formation partante de la conférence Est pour le 55e Match des étoiles de la LNH. Crosby est le joueur à avoir reçu le plus de votes de la part du public, toutes positions confondues. Quatre jours plus tard, la liste des jeunes joueurs conviés au match des recrues est dévoilée et trois joueurs des Penguins sont concernés : Ievgueni Malkine, Jordan Staal et Ryan Whitney.
Finalement, la prestation des Penguins est mitigée : Staal réalise deux passes et Whitney inscrit un but au cours du match des jeunes recrues gagné par la conférence de l'Est mais ni Malkine ni Crosby ne sont capables de marquer le moindre point. Crosby arrive seulement à se distinguer au cours des épreuves d'habileté.

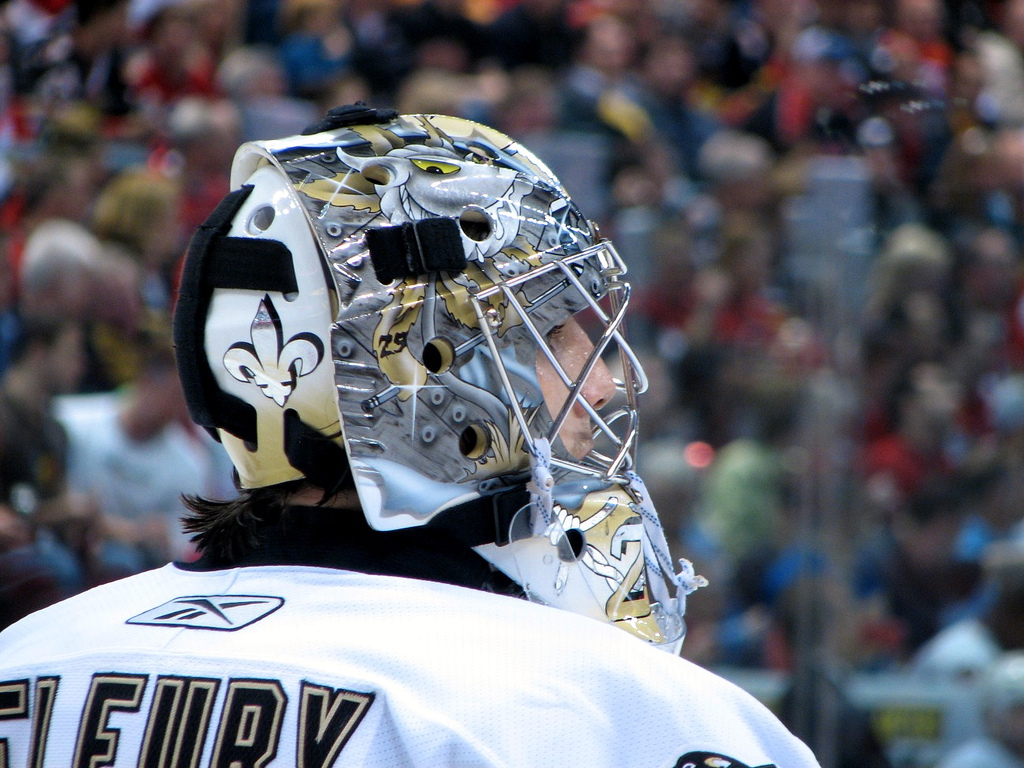
Marc-André Fleury

Le 10 février, lors d'une victoire 6 à 5 contre les Maple Leafs de Toronto, le jeune Jordan Staal inscrit le premier coup du chapeau de sa carrière dont le dernier but en prolongation offrant une onzième victoire en treize matchs depuis le Match des étoiles. Il est alors le plus jeune joueur de l'histoire de la LNH à réaliser un coup du chapeau à l'âge de 18 ans et 153 jours. Neuf jours plus tard, malgré trois buts de Ryan Malone et cinq points de Mark Recchi (3 passes et 2 buts), les Penguins concèdent leur premier match sans marquer de point en seize rencontres (15 victoires et une défaite en prolongation) contre les Islanders de New York 6 buts à 5.
Le 27 février, les Penguins signent deux joueurs le dernier jour possible des échanges. Tout d'abord, Georges Laraque est échangé aux Coyotes de Phoenix en retour de Daniel Carcillo et du choix de l'équipe pour le huitième tour du repêchage 2007. Ensuite, Gary Roberts des Panthers de la Floride est échangé contre Noah Welch. Dans le même temps, Dominic Moore rejoint le Wild du Minnesota contre leur troisième choix du repêchage de 2007. Shero fait également signer Joel Kwiatkowski des Panthers (contre un choix de repêchage) et Nolan Schaefer, gardien de but pour les Penguins de Wilkes-Barre/Scranton.
Le soir même, les Penguins encaissent leur troisième blanchissage de la saison et le deuxième contre les Devils du New Jersey et à cette occasion, Martin Brodeur, gardien de but des Devils, réalise son 12e blanchissage de la saison et le 93e de sa carrière. Il est le troisième meilleur gardien de l'histoire au niveau des blanchissages derrière George Hainsworth, 94 réalisations, et Terry Sawchuk avec 113. Le 2 mars, Sidney Crosby marque un but lors d'une défaite 3 à 2 contre les Hurricanes de la Caroline. Il s’agit de son 200e point depuis ses débuts et il devient le joueur le plus jeune de l'histoire de la LNH à inscrire 200 points. Il est seulement le deuxième joueur de moins de 20 ans à réaliser cette performance après Wayne Gretzky en 1980-1981. Le 6 mars, les Penguins sont menés 3-1 contre les Sénateurs d'Ottawa mais Staal sonne la révolte en inscrivant son 7e but de la saison en infériorité numérique, il bat alors le record de buts inscrits en infériorité numérique lors de sa première saison par une recrue.

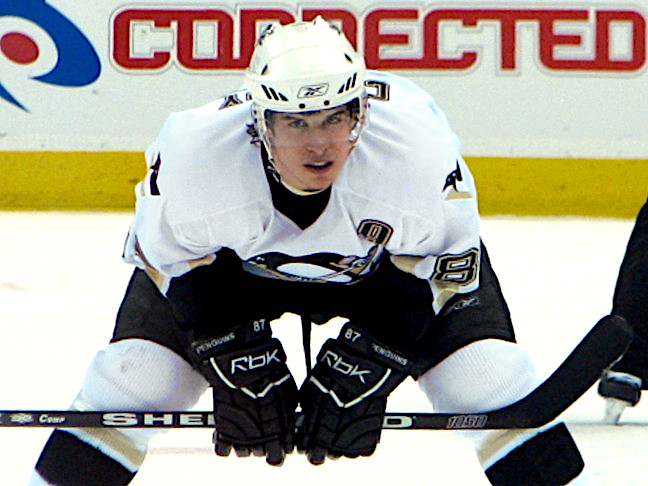
Sidney Crosby

Le 10 mars, Crosby inscrit son 100e point de la saison et devient le joueur le plus jeune de l'histoire de la LNH à marquer lors de ses deux premières saisons 100 points. Seulement quatre autres joueurs ont réalisé cette performance : Peter Šťastný, Mario Lemieux, Wayne Gretzky et Mike Rogers. Lors du dernier match de la saison, les trophées internes au sein des Penguins sont dévoilés. Crosby est élu meilleur joueur de l'équipe par les dirigeants. Il reçoit également le Booster club award du joueur qui a le plus gagné d'étoiles à la suite des matchs (seconde saison consécutive). Malkine et Staal sont quant à eux élus meilleurs recrues de l'équipe. Recchi qui a joué l'intégralité des matchs de la saison régulière reçoit deux trophées : celui du joueur qui, selon les autres joueurs, est le joueur qui les a guidé tout au long de la saison (Player's Player Award) ainsi que celui du joueur ayant le plus apporté à la communauté de Pittsburgh (Edward J. DeBartolo Community Service Award). La presse locale a pour tâche de remettre le trophée à la mémoire de Aldege Bastien, trophée qui démontre la disponibilité du joueur pour la presse. Cette saison, la presse décide donc de remettre le trophée à l'ensemble de l'équipe. La presse doit également décider du joueur le plus persévérant et Nasreddine qui inscrit cette saison son premier but dans la LNH, après treize saisons de professionnalisme, est récompensé.

#### Match après match
Cette section présente les résultats de la saison régulière. Les résultats sont indiqués dans la boîte déroulante ci-dessous afin de ne pas surcharger l'affichage de la page. Les scores sont indiqués en mettant l'équipe qui joue à domicile en second et l'équipe visiteur en premier.
| Date         | Lieu         | Adversaire                | Score    | Buteurs des Penguins | Gardien des Penguins |
| ------------ | ------------ | ------------------------- | -------- | --- | -------------------- |
| 5 octobre    | Pittsburgh   | Flyers de Philadelphie    | 4-0      | Ouellet (Ruutu) Ruutu (Ouellet - Moore) Crosby (Ekman - Scuderi) Melichar (Crosby - Armstrong) | Fleury               |
| 7 octobre    | Pittsburgh   | Red Wings de Détroit      | 0-2      | | Fleury               |
| 12 octobre   | New York     | Rangers de New York       | 5-6      | Staal Letang (Crosby - Gontchar) Ouellet (Recchi - Crosby) Whitney (Crosby - Armstrong) Whitney (Armstrong - Moore) Crosby(Recchi - Ouellet)                                                      | Fleury               |
| 14 octobre   | Pittsburgh   | Hurricanes de la Caroline | 1-5      | Letang (Gontchar - Ekman) | Fleury - Thibault    |
| 18 octobre   | Pittsburgh   | Devils du New Jersey      | 1-2      | Malkine (Whitney - Recchi) | Fleury               |
| 19 octobre   | New York     | Islanders de New York     | 3-4      | Ouellet (Malkine - Crosby) Ekman (Gontchar - Crosby) Malkine (Crosby - Whitney) Gontchar (Whitney - Ekman)                                                                                        | Fleury               |
| 21 octobre   | Pittsburgh   | Blue Jackets de Columbus  | 5-3      | Ouellet (Gontchar - Whitney) Gontchar (Recchi - Malone) Staal (Recchi - Scuderi) Malkine (Crosby - Ouellet) Staal                                                                                 | Fleury               |
| 24 octobre   | Pittsburgh   | Devils du New Jersey      | 4-2      | Ekman (Eaton) Crosby (Malkine - Whitney) Staal (Ekman - Recchi) Malkine (Crosby - Whitney) | Fleury               |
| 28 octobre   | Philadelphie | Flyers de Philadelphie    | 8-2      | Crosby (Whitney - Melichar) Talbot Talbot (Gontchar - Welch) Crosby (Malkine - Eaton) Crosby Malkine (Gontchar - Whitney) Recchi (Staal - Malkine) Moore (Leclair - Ouellet)                      | Fleury               |
| 1er novembre | Los Angeles  | Kings de Los Angeles      | 4-3      | Staal (Recchi - Ekman) Malkine (Crosby - Armstrong) Welch (Recchi - Crosby) Malkine (Gontchar - Crosby)                                                                                           | Fleury               |
| 4 novembre   | San José     | Sharks de San José        | 2-3      | Ouellet (Melichar) Moore (Leclair - Ouellet) | Fleury               |
| 6 novembre   | d'Anaheim    | Ducks d'Anaheim           | 2-3 (DP) | Moore (Thorburn - Leclair) Thorburn (Malkine - Crosby) | Thibault             |
| 8 novembre   | Pittsburgh   | Lightning de Tampa Bay    | 4-3 (DP) | Ekman (Crosby - Gontchar) Ekman (Whitney - Gontchar) Ekman (Crosby - Armstrong) | Fleury               |
| 10 novembre  | Pittsburgh   | Sénateurs d'Ottawa        | 6-3      | Ouellet (Malkine - Whitney) Malkine (Ouellet - Crosby) Talbot (Armstrong - Gontchar) | Fleury               |
| 11 novembre  | Caroline     | Hurricanes de la Caroline | 2-6      | Leclair (Ruutu) Recchi (Ekman - Moore) | Thibault             |
| 13 novembre  | Pittsburgh   | Flyers de Philadelphie    | 2-3      | Crosby Staal (Ouellet - Leclair) Malkine (Recchi - Crosby) | Fleury               |
| 17 novembre  | Buffalo      | Sabres de Buffalo         | 2-4      | Crosby (Recchi - Scuderi) Crosby (Recchi - Ouellet) | Thibault             |
| 18 novembre  | Pittsburgh   | Rangers de New York       | 1-3      | Staal (Malkine - Gontchar) Recchi (Gontchar - Crosby) Recchi (Crosby - Armstrong) | Fleury               |
| 20 novembre  | Philadelphie | Flyers de Philadelphie    | 3-5      | Leclair (Whitney - Gontchar) Moore (Crosby) Whitney (Moore - Ekman) Crosby (Whitney - Malkine) Gontchar (Recchi - Malkine)                                                                        | Fleury               |
| 22 novembre  | Pittsburgh   | Bruins de Boston          | 4-3 (P)  | Recchi (Scuderi) Malkine (Talbot) Recchi (Malkine - Whitney) | Fleury               |
| 24 novembre  | New York     | Islanders de New York     | 1-3      | Malkine (Armstrong - Recchi) | Thibault             |
| 25 novembre  | Pittsburgh   | Rangers de New York       | 1-2 (DP) | Malkine (Christensen - Gontchar) | Fleury               |
| 28 novembre  | Pittsburgh   | Islanders de New York     | 2-3      | Armstrong (Crosby - Melichar) Armstrong (Crosby - Recchi) Thorburn (Staal) | Fleury               |
| 1er décembre | New Jersey   | Devils du New Jersey      | 2-5      | Christensen (Malkine - Gontchar) Malkine (Gontchar - Melichar) | Fleury - Thibault    |
| 2 décembre   | Pittsburgh   | Islanders de New York     | 5-3      | Armstrong (Malkine - Crosby) Christensen (Whitney - Fleury) Recchi (Whitney - Crosby) | Fleury               |
| 5 décembre   | Pittsburgh   | Panthers de la Floride    | 3-2      | Christensen (Armstrong - Crosby) Crosby (Gontchar) | Thibault             |
| 7 décembre   | New York     | Rangers de New York       | 2-3 (DP) | Ekman Crosby (Recchi - Fleury) | Fleury               |
| 9 décembre   | Atlanta      | Thrashers d'Atlanta       | 4-3 (P)  | Crosby (Gontchar - Dupont) Malkine (Crosby - Gontchar) Whitney (Malkine - Christensen) Armstrong (Malkine)                                                                                        | Fleury               |
| 11 décembre  | Washington   | Capitals de Washington    | 5-4 (P)  | Talbot (Ruutu - Thorburn) Christensen (Ouellet - Moore) Crosby (Malkine) Malkine (Malone - Crosby) Malkine                                                                                        | Fleury               |
| 13 décembre  | Pittsburgh   | Flyers de Philadelphie    | 4-8      | Thorburn (Ruutu) Crosby (Malone - Scuderi) Gontchar (Recchi - Crosby) Malone (Crosby - Gontchar) Gontchar (Crosby - Malone) Recchi (Gontchar - Crosby) Ouellet (Malone - Crosby) Staal (Gontchar) | Fleury - Thibault    |
| 15 décembre  | Pittsburgh   | Islanders de New York     | 4-7      | Malone (Crosby - Recchi) Crosby (Recchi - Whitney) Recchi(Ekman - Malkine) Staal (Moore) Talbot (Melichar - Armstrong) Malone (Crosby - Recchi) Malone (Crosby -Scuderi)                          | Thibault             |
| 16 décembre  | Montréal     | Canadiens de Montréal     | 3-6      | Malkine (Christensen - Orpik) Nasreddine (Crosby - Recchi) Christensen (Talbot) | Fleury               |
| 19 décembre  | Pittsburgh   | Blues de Saint-Louis      | 4-1      | Malkine (Crosby - Ekman) | Thibault - Fleury    |
| 21 décembre  | Atlanta      | Thrashers d'Atlanta       | 3-4 (DP) | Staal Malone (Orpik - Crosby) Crosby (Christensen - Recchi) | Thibault             |
| 26 décembre  | New Jersey   | Devils du New Jersey      | 0-3      | | Fleury               |
| 27 décembre  | Pittsburgh   | Thrashers d'Atlanta       | 4-2      | Christensen (Whitney - Recchi) Whitney (Malkine) | Fleury               |
| 29 décembre  | Pittsburgh   | Maple Leafs de Toronto    | 1-4      | Christensen (Crosby - Ouellet) Gontchar (Crosby - Malkine) Malkine (Gontchar - Crosby) Staal | Fleury               |
| 2 janvier    | Pittsburgh   | Hurricanes de la Caroline | 0-3      | Crosby (Recchi - Malkine) Whitney (Recchi - Crosby) Crosby (Melichar) | Fleury               |
| 5 janvier    | Buffalo      | Sabres de Buffalo         | 4-2      | Whitney (Crosby - Gontchar) Staal (Melichar - Malkine) Malkine (Whitney - Gontchar) Moore (Staal - Armstrong)                                                                                     | Fleury               |
| 7 janvier    | Pittsburgh   | Lightning de Tampa Bay    | 3-2 (DP) | Crosby (Recchi) Recchi (Crosby - Malkine) | Fleury               |
| 9 janvier    | Tampa Bay    | Lightning de Tampa Bay    | 2-3      | Crosby Armstrong (Orpik) | Fleury               |
| 10 janvier   | Floride      | Panthers de la Floride    | 2-5      | Malkine (Ouellet) Armstrong (Whitney - Talbot) | Thibault             |
| 13 janvier   | Philadelphie | Flyers de Philadelphie    | 5-3      | Gontchar (Ruutu) Malkine (Ouellet) Recchi (Crosby - Whitney) Staal (Malkine - Ouellet) Malkine (Ouellet - Staal)                                                                                  | Fleury               |
| 16 janvier   | Pittsburgh   | Islanders de New York     | 2-5      | Christensen (Talbot - Whitney) Ouellet (Malkine - Christensen) Crosby (Ouellet - Gontchar) Christensen (Armstrong - Orpik) Crosby (Recchi - Malone)                                               | Fleury               |
| 18 janvier   | Boston       | Bruins de Boston          | 4-5 (DP) | Malone (Crosby - Recchi) Malkine (Staal - Scuderai) Malkine (Whitney) Staal (Ouellet - Christensen)                                                                                               | Fleury               |
| 20 janvier   | Pittsburgh   | Maple Leafs de Toronto    | 2-8      | Staal (Malkine - Ouellet) Ruutu Recchi (Whitney - Malkine) Recchi (Crosby - Gontchar) Crosby (Gontchar - Malkine) Ouellet (Whitney - Malkine) Malon (Malkine - Recchi)                            | Fleury               |
| 26 janvier   | Dallas       | Stars de Dallas           | 4-3 (P)  | Staal (Withney - Ouellet) Recchi (Crosby - Malone) Recchi (Whitney-Crosby) | Fleury               |
| 27 janvier   | Phoenix      | Coyotes de Phoenix        | 7-2      | Malone (Crosby - Recchi) Talbot (Recchi - Gontchar) Whitney (Crosby - Gontchar) Ruutu (Petrovický) Crosby (Recchi - Whitney) Petrovický (Moore - Ruutu) Recchi (Malone - Crosby)                  | Thibault             |
| 30 janvier   | Pittsburgh   | Panthers de la Floride    | 0-3      | Ouellet (Malkine - Staal) Moore (Ruutu - Petrovický) Whitney (Ouellet - Crosby) | Fleury               |
| 1er février  | Pittsburgh   | Canadiens de Montréal     | 4-5 (P)  | Malkine (Gontchar - Crosby) Gontchar (Malkine - Crosby) Gontchar (Crosby - Whitney) Christensen (Talbot - Armstrong)                                                                              | Fleury               |
| 3 février    | Pittsburgh   | Capitals de Washington    | 0-2      | Petrovický Staal (Malkine) | Fleury               |
| 4 février    | Montréal     | Canadiens de Montréal     | 3-4 (DP) | Staal (Crosby - Malkine) Withney (Crosby - Gontchar) Ouellet (Whitney - Malone) | Fleury               |
| 6 février    | Pittsburgh   | Predators de Nashville    | 1-4      | Staal (Crosby - Recchi) Malkine (Crosby - Recchi) Recchi (Malkine) Ruutu (Armstrong - Gontchar)                                                                                                   | Fleury               |
| 8 février    | Philadelphie | Flyers de Philadelphie    | 5-4 (P)  | Staal (Christensen - Ouellet) Ouellet (Whitney - Fleury) Recchi (Whitney - Gontchar) Christensen (Armstrong -Talbot) Crosby (TF)                                                                  | Fleury               |
| 10 février   | Toronto      | Maple Leafs de Toronto    | 6-5 (P)  | Staal (Ouellet - Malkine) Staal (Malkine - Nasredine) Malkine (Crosby - Gontchar) Malone (Recchi - Gontchar) Talbot (Whitney) Staal (Malkine)                                                     | Fleury               |
| 14 février   | Pittsburgh   | Blackhawks de Chicago     | 4-5 (P)  | Petrovický (Moore - Ruutu) Talbot Ouellet (Christensen) Malkine (Crosby - Scuderi) Christensen (TF)                                                                                               | Fleury               |
| 16 février   | New Jersey   | Devils du New Jersey      | 5-4      | Ruutu (Melichar - Recchi) Scuderi (Melichar - Crosby) Staal (Ouellet - Malkine) Crosby (Gontchar) Ruutu (Moore - Petrovický)                                                                      | Fleury               |
| 18 février   | Pittsburgh   | Capitals de Washington    | 2-3      | Recchi (Gontchar - Crosby) Malkine (Gontchar - Ouellet) Talbot (Armstrong - Christensen) | Thibault             |
| 19 février   | New York     | Islanders de New York     | 5-6      | Malone (Recchi - Crosby) Recchi (Crosby - Malkine) Malone (Crosby - Recchi) Recchi (Staal - Gontchar) Malone (Crosby - Recchi)                                                                    | Fleury               |
| 22 février   | Floride      | Panthers de la Floride    | 2-1      | Staal (Malkine - Crosby) Amrstrong (Talbot - Whitney) | Thibault             |
| 25 février   | Tampa Bay    | Lightning de Tampa Bay    | 1-5      | Gontchar (Malkine - Crosby) | Thibault - Fleury    |
| 27 février   | Pittsburgh   | Devils du New Jersey      | 1-0      | | Fleury               |
| 1er mars     | New York     | Rangers de New York       | 4-3 (P)  | Staal (Malone - Whitney) Armstrong Gontchar (Talbot - Armstrong) Crosby (TF) | Fleury               |
| 2 mars       | Caroline     | Hurricanes de la Caroline | 2-3      | Crosby (Staal - Scuderi) Malone (Armstrong - Talbot) | Thibault             |
| 4 mars       | Pittsburgh   | Flyers de Philadelphie    | 3-4 (P)  | Roberts (Gontchar - Whitney) Christensen (Roberts - Gontchar) Christensen (Ouellet - Roberts) Christensen (TF)                                                                                    | Fleury               |
| 6 mars       | Ottawa       | Sénateurs d'Ottawa        | 5-4 (P)  | Armstrong (Malone - Scuderi) Staal Roberts (Christensen) Malone (Staal - Laraque) Crosby (TF) | Fleury - Thibault    |
| 8 mars       | Pittsburgh   | Devils du New Jersey      | 4-3 (DP) | Malkine (Recchi - Crosby) Gontchar (Staal) Ouellet (Malkine) | Fleury               |
| 10 mars      | Pittsburgh   | Rangers de New York       | 2-3 (P)  | Malkine (Whitney - Gontchar) Crosby (Malkine - Gontchar) Armstrong (Talbot) | Fleury               |
| 13 mars      | Pittsburgh   | Sabres de Buffalo         | 4-5 (P)  | Malone (Gontchar - Crosby) Talbot (Nasreddine - Whitney) Crosby (Recchi - Whitney) Gontchar (Whitney - Crosby) Crosby (TF)                                                                        | Fleury               |
| 14 mars      | New Jersey   | Devils du New Jersey      | 3-0      | Ruutu (Crosby) Christensen (Ruutu - Nasreddine) Staal (Malkine - Ouellet) | Thibault             |
| 16 mars      | Pittsburgh   | Canadiens de Montréal     | 3-6      | Crosby (Recchi - Whitney) Christensen Christensen (Malkine -Ouellet) Roberts (Armstrong - Nasreddine) Ouellet (Malkine) Crosby (Recchi - Malone)                                                  | Fleury               |
| 18 mars      | Pittsburgh   | Sénateurs d'Ottawa        | 3-4 (P)  | Talbot (Gontchar - Armstrong) Crosby (Whitney - Malkine) Whitney (Crosby - Gontchar) Ruutu (TF)                                                                                                   | Fleury               |
| 19 mars      | New York     | Rangers de New York       | 1-2      | Ouellet (Christensen - Malkine) | Thibault             |
| 22 mars      | New York     | Islanders de New York     | 1-3      | Armstrong (Roberts - Gontchar) | Fleury               |
| 24 mars      | Pittsburgh   | Thrashers d'Atlanta       | 1-2      | Ouellet (Roberts - Malkine) Staal (Malone - Melichar) | Fleury               |
| 25 mars      | Pittsburgh   | Bruins de Boston          | 0-5      | Malkine (Gontchar - Roberts) Crosby (Gontchar - Roberts) Roberts (Crosby - Whitney) Malone (Staal - Eaton) Crosby (Armstrong - Christensen)                                                       | Fleury               |
| 27 mars      | Washington   | Capitals de Washington    | 4-3      | Ouellet (Christensen - Orpik) Whitney (Crosby - Malkine) Crosby (Malkine - Gontchar) Whitney (Malone - Laraque)                                                                                   | Fleury               |
| 29 mars      | Boston       | Bruins de Boston          | 4-2      | Christensen (Ouellet - Staal) Armstrong (Christensen - Crosby) Christensen (Crosby) Malkine (Crosby -Ouellet)                                                                                     | Fleury               |
| 31 mars      | Toronto      | Maple Leafs de Toronto    | 4-5 (P)  | Roberts (Gontchar - Malkine) Talbot (Ouellet) Crosby (Whitney - Malkine) Whitney (Gontchar - Recchi)                                                                                              | Thibault - Fleury    |
| 3 avril      | Pittsburgh   | Sabres de Buffalo         | 4-1      | Recchi (Staal - Malone) | Fleury               |
| 5 avril      | Ottawa       | Sénateurs d'Ottawa        | 3-2      | Ouellet (Orpik - Recchi) Roberts (Melichar - Crosby) Talbot (Whitney - Armstrong) | Fleury               |
| 7 avril      | Pittsburgh   | Rangers de New York       | 1-2      | Roberts (Crosby - Gontchar) Recchi (Crosby - Christensen) | Fleury               |

#### Classement de l'équipe
L'équipe des Penguins finit à la seconde place de la division Atlantique derrière les Devils du New Jersey. Au niveau de l'Association de l'Est, cela les place à la cinquième place et toutes équipes confondues les Penguins finissent à la dixième place, les premiers étant les Sabres de Buffalo avec 113 points. Parmi les six équipes de la division, cinq se qualifient pour les séries, ce qui fait de la division Atlantique, la division la plus représentée.
| Clt   | Équipe                    | Division   | PJ | V  | D  | DP | BP  | BC  | Pts |
| ----- | ------------------------- | ---------- | -- | -- | -- | -- | --- | --- | --- |
| +001, | Sabres de Buffalo         | Nord-Est   | 82 | 53 | 22 | 7  | 308 | 242 | 113 |
| +002, | Devils du New Jersey      | Atlantique | 82 | 49 | 24 | 9  | 216 | 201 | 107 |
| +003, | Thrashers d'Atlanta       | Sud-Est    | 82 | 43 | 28 | 11 | 246 | 245 | 97  |
| +004, | Sénateurs d'Ottawa        | Nord-Est   | 82 | 48 | 25 | 9  | 288 | 222 | 105 |
| +005, | Penguins de Pittsburgh    | Atlantique | 82 | 47 | 24 | 11 | 277 | 246 | 105 |
| +006, | Rangers de New York       | Atlantique | 82 | 42 | 30 | 10 | 242 | 216 | 94  |
| +007, | Lightning de Tampa Bay    | Sud-Est    | 82 | 44 | 33 | 5  | 253 | 261 | 93  |
| +008, | Islanders de New York     | Atlantique | 82 | 40 | 30 | 12 | 248 | 240 | 92  |
| +009, | Maple Leafs de Toronto    | Nord-Est   | 82 | 40 | 31 | 11 | 258 | 269 | 91  |
| +010, | Canadiens de Montréal     | Nord-Est   | 82 | 42 | 34 | 6  | 245 | 256 | 90  |
| +011, | Hurricanes de la Caroline | Sud-Est    | 82 | 40 | 34 | 8  | 241 | 253 | 88  |
| +012, | Panthers de la Floride    | Sud-Est    | 82 | 35 | 31 | 16 | 247 | 257 | 86  |
| +013, | Bruins de Boston          | Nord-Est   | 82 | 35 | 41 | 6  | 219 | 289 | 76  |
| +014, | Capitals de Washington    | Sud-Est    | 82 | 28 | 40 | 14 | 235 | 286 | 70  |
| +015, | Flyers de Philadelphie    | Atlantique | 82 | 22 | 48 | 12 | 214 | 303 | 56  |

Avec 277 buts inscrits, les Penguins possèdent la troisième attaque de la ligue derrière les Sabres (308) et les Sénateurs d'Ottawa (288). Au niveau défensif, les Penguins accordent 246 buts, soit une quinzième place pour la ligue, le Wild du Minnesota est l'équipe qui a concédé le moins de buts (191) alors qu'au contraire, les Flyers de Philadelphie en accordent 303 buts. Globalement avec 105 points, les Penguins doublent quasiment leur total de points de la saison passée et il faut remonter à 1992-1993 pour voir l'équipe récolter plus de points (119 points). Historiquement, il s'agit du deuxième plus haut total de points récoltés par l'équipe.

#### Les meneurs de la saison

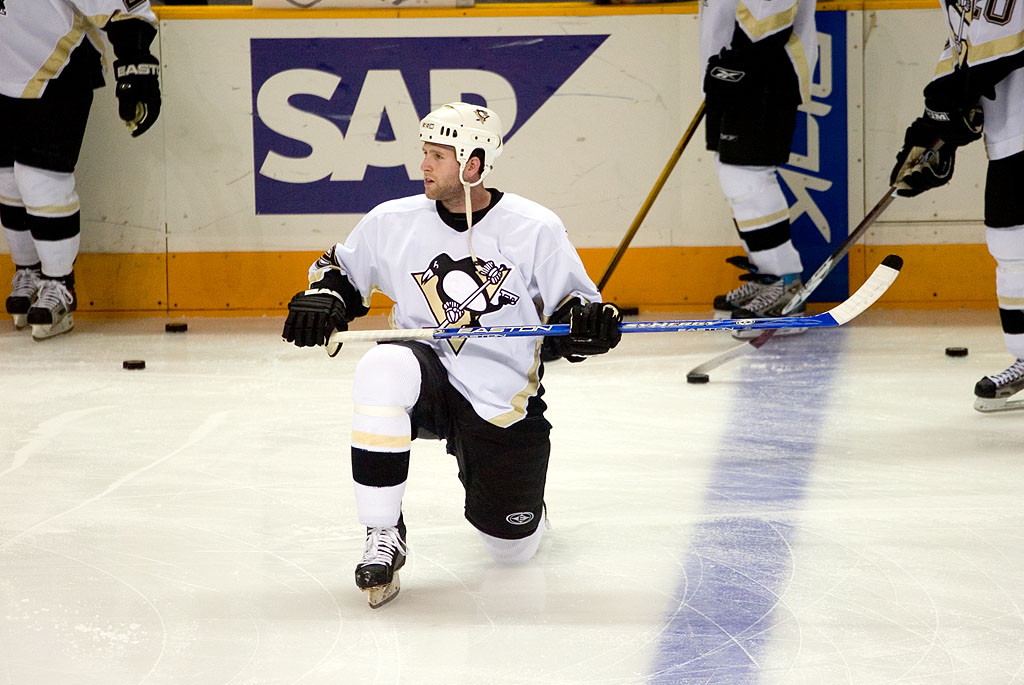
Ryan Whitney

Finalement, lors de la saison régulière, Sidney Crosby est le joueur des Penguins qui a inscrit le plus de buts (36), fait le plus de passes (84) et donc totalisé le plus de points (120). Au niveau de la Ligue nationale de hockey, Vincent Lecavalier, ancien de l'Océanic de Rimouski tout comme Crosby, est le joueur qui a marqué le plus de buts (52), Crosby étant à la 16e position. Au niveau des passeurs, Joe Thornton devance Crosby de 8 passes pour un total de 92 aides. Enfin au niveau des points, Crosby finit premier de la LNH avec 6 points d'avance sur Thornton.
Au niveau des défenseurs, Sergueï Gontchar est le défenseur le plus prolifique de la saison aussi bien au niveau des passes que des points (respectivement 54 et 67). Il finit deuxièlme meilleur défenseur-pointeur derrière le défenseur des Ducks d'Anaheim, Scott Niedermayer. Au niveau des buts, Ryan Whitney inscrivant 14 buts, soit un but de plus que Gontchar, finit en 10e position des défenseurs tandis que Sheldon Souray des Canadiens de Montréal a marqué à 26 reprises.
Au niveau des recrues, Ievgueni Malkine réalise la même performance que Crosby en étant le meilleur buteur (33), passeur (52) et pointeur (85) des Penguins mais il mène également au niveau de la LNH pour ces trois statistiques. Il faut remonter à la saison 1959-1960 avec Bobby Hull et Bill Hay pour voir une équipe posséder dans ses rangs le meilleur pointeur de la saison et la meilleure recrue.
Enfin, au niveau des pénalités, les Penguins ont totalisé 1 215 minutes de pénalité dont 125 minutes pour le seul Jarkko Ruutu. Le défenseur le plus pénalisé est Brooks Orpik avec 82 minutes. Au niveau de la LNH, Ben Eager des Flyers de Philadelphie totalise 233 minutes de pénalités.

### Les séries éliminatoires
Pour la première fois depuis la saison 2000-2001, les Penguins de Pittsburgh parviennent à se qualifier pour les séries éliminatoires de la Coupe Stanley. Deuxièmes de leur division derrière les Devils du New Jersey, ils n'ont pas l'avantage de la glace. Ils terminent avec le même total de points que les Sénateurs d'Ottawa mais ces derniers comptent une victoire de plus et finissent devant les Penguins. Ainsi, au classement final, les Penguins finissent cinquièmes de la Association de l'Est et jouent leur premier tour contre les Sénateurs d'Ottawa, quatrièmes de l'Association.
Ces derniers jouent leur match dans la Place Banque Scotia et font partie de la Ligue nationale de hockey depuis 1992. Les Sénateurs s'appuient sur une équipe relativement jeune ; le meilleur pointeur lors de la saison régulière est Dany Heatley, quatrième meilleur pointeur de la saison avec 105 points. Dans les buts, les Sénateurs ont deux gardiens : Ray Emery et Martin Gerber, le premier étant plus souvent titulaire que le second.
Sur les quatre matchs qui ont opposé les deux équipes lors de la saison régulière, le premier fut une victoire des Sénateurs tandis que les trois derniers ont été gagnés par les Penguins (dont deux après prolongation, lors des tirs de fusillade). Ils sont balayés en cinq matchs par une équipe d'Ottawa plus forte. En effet, dès le premier match, les joueurs d'Ottawa mettent beaucoup plus d'impact dans leur présence sur la glace avec toujours une volonté de presser le joueur le plus possible et en finissant assez souvent par une mise en échec.
Lors du second match, les Penguins réussissent à s'imposer sur la glace des Sénateurs mais ce n'est qu'au prix d'un gros travail de Marc-André Fleury, le gardien des Penguins. Fleury réalise lors de cette partie pas moins 34 arrêts, ne laissant passer que 3 buts. Offensivement, les Penguins jouent mieux et l'expérience de Gary Roberts apporte beaucoup : avec une passe, un but et sept mises en échec réalisées sur les joueurs adverses, il finit homme du match.
Pour le premier match dans l'enceinte des Penguins, pleine comme à son habitude, les Sénateurs prennent le dessus au cours du second tiers, surclassant les Penguins avec 12 tirs - dont 3 au fond - contre 5. Avec deux buts lors de ce tiers temps, Daniel Alfredsson fait très mal aux Penguins. Au cours de ce match, Patrick Eaves des Sénateurs est blessé à la suite d'une charge à la tête peu réglementaire de Colby Armstrong avec son épaule.
Le deuxième match dans la Mellon Arena est encore une fois à l'avantage des Sénateurs avec une lutte pour la victoire. Une équipe inscrit un but par tiers temps et les jeunes Penguins s'inclinent pour la seconde fois contre leurs adversaires et devant leur public. La saison 2006-2007 des Penguins se termine le 19 avril par un blanchissage d'Emery qui a globalement connu un premier tour tranquille face à une jeune équipe.
| 11 avril | Sénateurs d'Ottawa | 6-3 (2-0, 1-1, 3-1) | Penguins de Pittsburgh | Place Banque Scotia 19 611 spectateurs |

| Feuille de match | Feuille de match | Feuille de match                          | Feuille de match | Feuille de match                                                 |
| ---------------- | --- | ----------------------------------------- | --- | ---------------------------------------------------------------- |
|                  | Meszároš (Fisher, Schaefer) — 1 min 37 s Kelly (Corvo, Neil) — 6 min 38 s Preissing (Spezza, Corvo) — 34 min 38 s (SN) - Heatley (Alfredsson, Voltchenkov) — 40 min 9 s (SN) Neil (Redden) — 45 min 39 s Comrie (Schaefer, Voltchenkov) — 48 min 22 s - - | 1-0 2-0 3-0 3-1 4-1 5-1 6-1 6-2 6-3       | - Staal (Talbot, Whitney) — 36 min 58 s - Gontchar (Malkine, Recchi) — 52 min 42 s Crosby (Gontchar, Recchi) — 59 min 11 s | Arbitrage : Paul Devorski, Dan O’Rourke Steve Barton, Jean Morin |
| Emery            | Gardiens | Fleury (50 min 28 s) Thibault (8 min 2 s) | | Arbitrage : Paul Devorski, Dan O’Rourke Steve Barton, Jean Morin |
| 26 min           | Pénalités | 18 min                                    | | Arbitrage : Paul Devorski, Dan O’Rourke Steve Barton, Jean Morin |
| 37               | Tirs | 26                                        | | Arbitrage : Paul Devorski, Dan O’Rourke Steve Barton, Jean Morin |

| 14 avril | Sénateurs d'Ottawa | 3-4 (0-1, 2-0, 1-3) | Penguins de Pittsburgh | Place Banque Scotia 20 133 spectateurs |

| Feuille de match | Feuille de match | Feuille de match            | Feuille de match | Feuille de match                                                      |
| ---------------- | --- | --------------------------- | --- | --------------------------------------------------------------------- |
|                  | - Spezza (Alfredsson, Voltchenkov) — 28 min 28 s Alfredsson (Heatley, Spezza) — 36 min 44 s (SN) - Kelly (McAmmond, Meszároš) — 46 min 18 s - - | 0-1 1-1 2-1 2-2 3-2 3-3 3-4 | Whitney (Gontchar, Crosby) — 3 min 1 s - Roberts (Gontchar, Malkine) — 42 min 4 s (SN) - Staal (Ouellet, Roberts) — 49 min 34 s Crosby (Recchi, Malkine) — 51 min 44 s | Arbitrage : Dave Jackson, Mick McGeough Brad Lazarowich, Derek Nansen |
| Emery            | Gardiens | Fleury                      | | Arbitrage : Dave Jackson, Mick McGeough Brad Lazarowich, Derek Nansen |
| 13 min           | Pénalités | 25 min                      | | Arbitrage : Dave Jackson, Mick McGeough Brad Lazarowich, Derek Nansen |
| 37               | Tirs | 21                          | | Arbitrage : Dave Jackson, Mick McGeough Brad Lazarowich, Derek Nansen |

| 15 avril | Penguins de Pittsburgh | 2-4 (1-1, 0-3, 1-0) | Sénateurs d'Ottawa | Mellon Arena 17 132 spectateurs |

| Feuille de match | Feuille de match                                                            | Feuille de match        | Feuille de match | Feuille de match                                                  |
| ---------------- | --------------------------------------------------------------------------- | ----------------------- | --- | ----------------------------------------------------------------- |
|                  | Roberts (Crosby, Armstrong) — 52 s - Crosby (Malkine, Recchi) — 54 min 40 s | 1-0 1-1 1-2 1-3 1-4 2-4 | - McAmmond (Preissing, Eaves) — 18 min 4 s Comrie (Fisher, Corvo) — 22 min 13 s Alfredsson (Redden, Heatley) — 27 min 20 s (SN) Alfredsson (McAmmond, Emery) — 37 min 12 s - | Arbitrage : Tim Peel, Don Van Massenhoven Mike Cvik, Brian Murphy |
| Fleury           | Gardiens                                                                    | Emery                   | | Arbitrage : Tim Peel, Don Van Massenhoven Mike Cvik, Brian Murphy |
| 19 min           | Pénalités                                                                   | 21 min                  | | Arbitrage : Tim Peel, Don Van Massenhoven Mike Cvik, Brian Murphy |
| 19               | Tirs                                                                        | 25                      | | Arbitrage : Tim Peel, Don Van Massenhoven Mike Cvik, Brian Murphy |

| 17 avril | Penguins de Pittsburgh | 1-2 (0-1, 1-0, 0-1) | Sénateurs d'Ottawa | Mellon Arena 17 132 spectateurs |

| Feuille de match | Feuille de match                          | Feuille de match | Feuille de match                                                                        | Feuille de match                                                    |
| ---------------- | ----------------------------------------- | ---------------- | --------------------------------------------------------------------------------------- | ------------------------------------------------------------------- |
|                  | - Staal (Roberts, Ouellet) — 28 min 8 s - | 0-1 1-1 2-1      | Spezza (Redden, Corvo) — 3 min 25 s (SN) - Voltchenkov (Comrie, Schaefer) — 49 min 12 s | Arbitrage : Dan Marouelli, Kelly Sutherland Mike Cvik, Brian Murphy |
| Fleury           | Gardiens                                  | Emery            |                                                                                         | Arbitrage : Dan Marouelli, Kelly Sutherland Mike Cvik, Brian Murphy |
| 6 min            | Pénalités                                 | 10 min           |                                                                                         | Arbitrage : Dan Marouelli, Kelly Sutherland Mike Cvik, Brian Murphy |
| 24               | Tirs                                      | 26               |                                                                                         | Arbitrage : Dan Marouelli, Kelly Sutherland Mike Cvik, Brian Murphy |

| 19 avril | Sénateurs d'Ottawa | 3-0 (0-0, 3-0, 0-0) | Penguins de Pittsburgh | Place Banque Scotia 20 179 spectateurs |

| Feuille de match | Feuille de match | Feuille de match | Feuille de match | Feuille de match                                                   |
| ---------------- | --- | ---------------- | ---------------- | ------------------------------------------------------------------ |
|                  | Heatley (Alfredsson, Preissing) — 21 min 8 s (SN) Vermette (Kelly) — 26 min 20 s Kelly (Neil, Vermette) — 37 min 55 s | 1-0 2-0 3-0      | -                | Arbitrage : Eric Furlatt, Bill McCreary Greg Devorski, Thor Nelson |
| Emery            | Gardiens | Fleury           |                  | Arbitrage : Eric Furlatt, Bill McCreary Greg Devorski, Thor Nelson |
| 26 min           | Pénalités | 20 min           |                  | Arbitrage : Eric Furlatt, Bill McCreary Greg Devorski, Thor Nelson |
| 16               | Tirs | 10               |                  | Arbitrage : Eric Furlatt, Bill McCreary Greg Devorski, Thor Nelson |

## Joueurs et encadrement technique

### Les arrivées au sein de l'équipe
- Mark Eaton en provenance des Predators de Nashville[38].
- Kristopher Letang joueur junior des Foreurs de Val-d'Or de la Ligue de hockey junior majeur du Québec. Il joue quelques matchs (sept) avant de retourner dans son équipe junior[39]
- Mark Recchi membre de l'équipe 2005-2006 mais jouant les séries éliminatoires de la Coupe Stanley 2006 avec les Hurricanes de la Caroline et avec qui il a remporté la Coupe Stanley[40]
- Dominic Moore en provenance des Predators de Nashville[41]
- Chris Thorburn des Sabres de Buffalo[42]
- Nils Ekman et Patrick Ehelechner en provenance des Sharks de San José[43]. Seul le premier est sur la liste des joueurs pour la saison.
- Jarkko Ruutu international Finlandais en provenance des Canucks de Vancouver, joueur prêt à muscler le jeu des Penguins[44]
- Ievgueni Malkine du Metallourg Magnitogorsk
- Ronald Petrovický qui rejoint les Penguins en provenance des Thrashers d'Atlanta[25]
- Jordan Staal, deuxième choix du repêchage de 2006 en provenance des Petes de Peterborough de la Ligue de hockey de l'Ontario ; il est le seul joueur repêché par les Penguins en 2006 qui jouera la saison dans la LNH[12].
- Les autres joueurs choisis sont : Carl Sneep (32e), Brian Strait (65e), Chad Johnson (125e) et Timo Seppanen (185e)[45].

### Statistiques des Penguins
Les Penguins 2006-2007 sont entraînés par Michel Therrien, assisté de André Savard et Mike Yeo et le président est Ray Shero. Les joueurs utilisés depuis le début de la saison sont listés dans le tableau ci-dessous. Certains des joueurs ont joué des matchs avec l'équipe associée aux Penguins : les Penguins de Wilkes-Barre/Scranton, franchise de la Ligue américaine de hockey.
| 29 | Marc-André Fleury | 67 | 40 | 16 | 9 | 3 905 | 184 | 5 | 2,83 | 0 | 3 | 4 | 4 | 1 | 3 | 0 | 227 | 15 | 0 | 3,97 | 0 | 0 | 0 |
| 41 | Jocelyn Thibault  | 22 | 7  | 8  | 2 | 1 101 | 52  | 1 | 2,83 | 0 | 0 | 0 | 1 | 0 | 1 | 0 | 8   | 0  | 0 | 0    | 0 | 0 | 0 |

| 2  | Josef Melichar    | 70 | 1  | 11 | 12 | 44 | 5 | 0 | 0 | 0 | 2 |                                                      |
| 3  | Mark Eaton        | 35 | 0  | 3  | 3  | 16 | 5 | 0 | 0 | 0 | 0 |                                                      |
| 4  | Noah Welch        | 22 | 1  | 1  | 2  | 22 |   |   |   |   |   | Termine la saison au sein des Panthers de la Floride |
| 5  | Rob Scuderi       | 78 | 1  | 10 | 11 | 28 | 5 | 0 | 0 | 0 | 2 |                                                      |
| 6  | Joel Kwiatkowski  | 1  | 0  | 0  | 0  | 0  |   |   |   |   |   | Commence la saison avec les Panthers de la Floride   |
| 19 | Ryan Whitney      | 81 | 14 | 45 | 59 | 77 | 5 | 1 | 1 | 2 | 4 |                                                      |
| 32 | Alain Nasreddine  | 44 | 1  | 4  | 5  | 18 |   |   |   |   |   |                                                      |
| 33 | Eric Cairns       | 1  | 0  | 0  | 0  | 5  |   |   |   |   |   |                                                      |
| 44 | Brooks Orpik      | 70 | 0  | 6  | 6  | 82 | 5 | 0 | 0 | 0 | 8 |                                                      |
| 45 | Micki DuPont      | 3  | 0  | 1  | 1  | 4  |   |   |   |   |   |                                                      |
| 58 | Kristopher Letang | 7  | 2  | 0  | 2  | 4  |   |   |   |   |   | Termine la saison avec les Foreurs de Val-d'Or       |
| 55 | Sergueï Gontchar  | 82 | 13 | 54 | 67 | 72 | 5 | 1 | 3 | 4 | 2 | Assistant capitaine                                  |

| 7  | Michel Ouellet    | 73 | 19 | 29 | 48  | 30  | 5 | 0 | 1 | 1 | 6  |                                                    |
| 8  | Mark Recchi       | 82 | 24 | 44 | 68  | 62  | 5 | 0 | 4 | 4 | 0  | Assistant capitaine                                |
| 10 | John LeClair      | 21 | 2  | 5  | 7   | 12  |   |   |   |   |    | Libéré de son contrat en décembre                  |
| 10 | Gary Roberts      | 19 | 7  | 6  | 13  | 26  | 5 | 2 | 1 | 3 | 2  | Commence la saison avec les Panthers de la Floride |
| 11 | Jordan Staal      | 81 | 29 | 13 | 42  | 24  | 5 | 3 | 0 | 3 | 2  |                                                    |
| 12 | Ryan Malone       | 64 | 16 | 15 | 31  | 71  | 5 | 0 | 0 | 0 | 0  |                                                    |
| 16 | Erik Christensen  | 61 | 18 | 15 | 33  | 26  | 4 | 0 | 0 | 0 | 6  |                                                    |
| 17 | Karl Stewart      | 3  | 0  | 0  | 0   | 2   |   |   |   |   |    | Finit la saison avec les Blackhawks de Chicago     |
| 18 | Dominic Moore     | 59 | 6  | 9  | 15  | 46  |   |   |   |   |    | Finit la saison au sein du Wild du Minnesota       |
| 20 | Colby Armstrong   | 80 | 12 | 22 | 34  | 66  | 5 | 0 | 1 | 1 | 11 |                                                    |
| 22 | Chris Thorburn    | 39 | 3  | 2  | 5   | 69  |   |   |   |   |    |                                                    |
| 25 | Maxime Talbot     | 75 | 13 | 11 | 24  | 53  | 5 | 0 | 1 | 1 | 7  |                                                    |
| 26 | Ronald Petrovický | 31 | 3  | 3  | 6   | 28  | 3 | 0 | 0 | 0 | 2  |                                                    |
| 27 | Georges Laraque   | 17 | 0  | 2  | 2   | 18  | 2 | 0 | 0 | 0 | 0  | Commence la saison avec les Coyotes de Phoenix     |
| 28 | Nils Ekman        | 34 | 6  | 9  | 15  | 24  | 1 | 0 | 0 | 0 | 0  |                                                    |
| 36 | André Roy         | 5  | 0  | 0  | 0   | 5   |   |   |   |   |    | Finit la saison avec le Lightning de Tampa Bay     |
| 37 | Jarkko Ruutu      | 81 | 7  | 9  | 16  | 125 | 5 | 0 | 0 | 0 | 10 |                                                    |
| 71 | Ievgueni Malkine  | 78 | 33 | 52 | 85  | 80  | 5 | 0 | 4 | 4 | 8  |                                                    |
| 87 | Sidney Crosby     | 79 | 36 | 84 | 120 | 60  | 5 | 3 | 2 | 5 | 4  | Assistant capitaine                                |

### Les championnats du monde

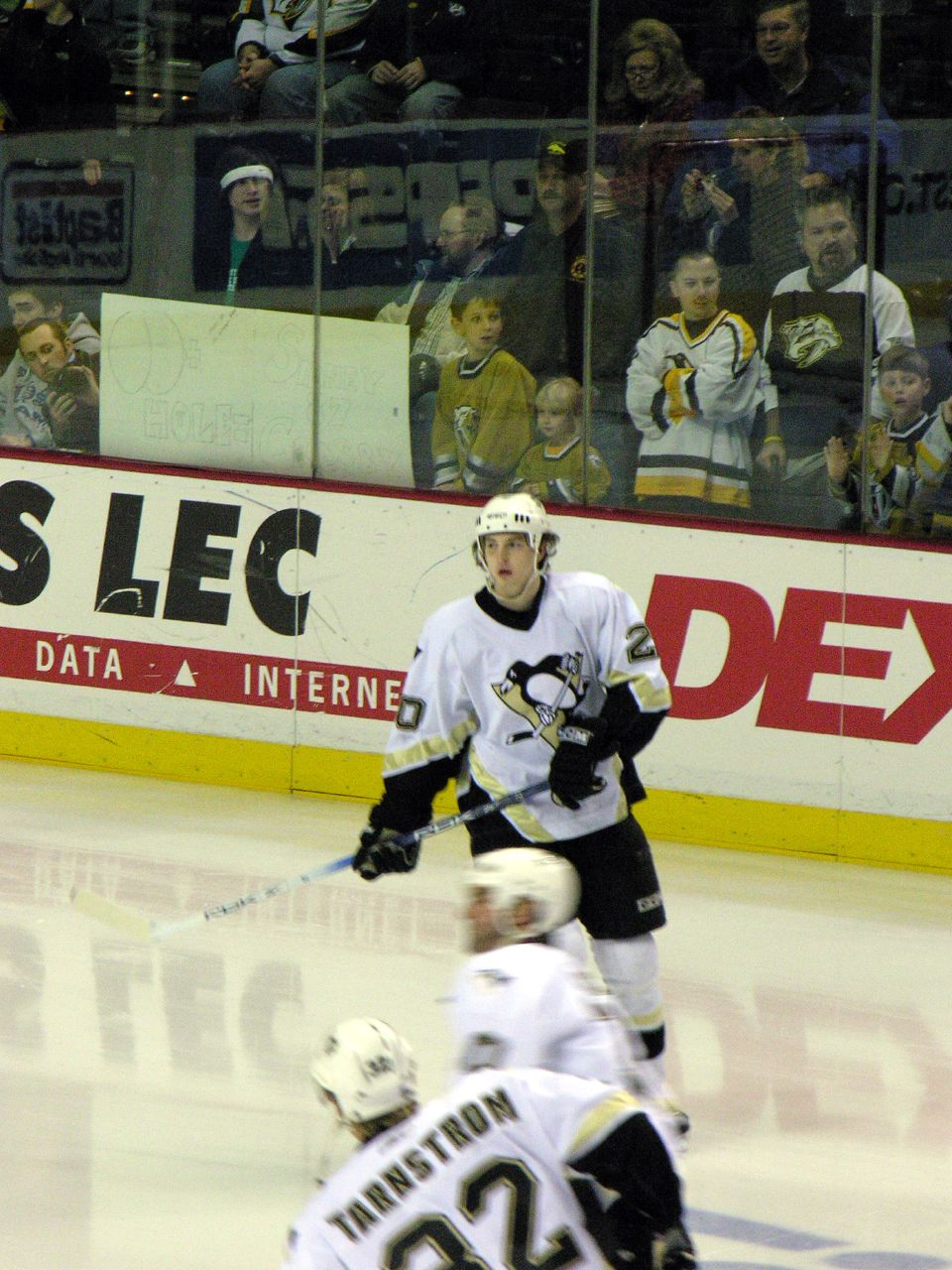
Colby Armstrong.

En attendant la fin des séries éliminatoires pour les autres équipes de la LNH, plusieurs joueurs de l'effectif 2006-2007 des Penguins sont appelés à jouer lors du championnat du monde 2007 joué en Russie. Crosby ne rejoint pas la sélection du Canada en raison d'un os cassé dans le pied, blessure qu'il traîne depuis un mois de compétition. Staal et Armstrong sont eux sélectionnés avec le Canada, Ruutu avec la Finlande et, enfin, Gontchar et Malkine pour la Russie. À l'issue du premier tour, les trois équipes sont qualifiées pour le second tour qualificatif.
Le 9 mai, lors du quart-de-finale opposant les russes aux tchèques, Malkine réalise la passe pour le premier but de son équipe et inscrit par la suite deux buts pour une victoire russe 4 buts à 0. Malgré un premier but de Malkine assisté de Gontchar et d'Alexander Frolov, la Russie perd en prolongation de la demi-finale contre la Finlande de Jarkko Ruutu 2-1. Dans l'autre demi-finale les canadiens éliminent les suédois 4-1. Jordan Staal en profite pour inscrire son premier point du tournoi sur une passe pour un but de Jonathan Toews.
Lors de la finale pour la troisième place Malkine réalise une nouvelle passe et la Russie gagne la médaille de bronze à domicile. Pour la finale, le match commence bien pour les canadiens puisqu'à la fin du deuxième tiers-temps, ils mènent 3 buts à 0 dont le dernier but inscrit par Colby Armstrong sur une passe de Staal. Finalement, le Canada gagne sa 24e médaille d'or sur le score de 4 buts à 2 et Armstrong devient le buteur de la victoire. Avec 10 points inscrit, Malkine est le joueur des Penguins le plus prolifique du tournoi avec 5 buts et 5 aides en 9 matchs. Il est récompensé en étant nommé dans l'équipe type du tournoi par les journalistes couvrant la compétition.

### Les trophées de la LNH
Dans le même temps, les nominations pour les trophées de la LNH sont annoncées et plusieurs Penguins font partie des nommés :
- Sidney Crosby, qui est déjà assuré de se voir remettre le trophée Art-Ross du meilleur pointeur, est également sur la liste pour remporter le Trophée Hart du meilleur joueur ainsi que celui du trophée Lester-B.-Pearson pour le meilleur joueur selon ses pairs. Pour le Trophée Hart, Crosby est en compétition avec les gardiens, Martin Brodeur et Roberto Luongo. Ce dernier est également nommé avec Vincent Lecavalier pour le Trophée Pearson.
- Jordan Staal et Ievgueni Malkine sont tous les deux nommés pour le Trophée Calder récompensant le meilleur joueur dans sa première saison. Le troisième joueur qui pourrait gagner le trophée est Paul Stastny, fils de la vedette passée de la LNH, Peter Šťastný.
- Michel Therrien est quant à lui sur la liste des vainqueurs potentiels du trophée Jack-Adams du meilleur entraîneur de la saison. Les deux autres entraîneurs qui pourraient recevoir le trophée Adams sont Lindy Ruff et Alain Vigneault[54].

Finalement, le 14 juin 2007, la cérémonie de remise des trophées a lieu et Crosby est au centre de celle-ci. Il remporte les trois trophées, meilleur pointeur, meilleur joueur selon ses pairs et meilleur joueur de la saison, pour lesquels il était en course, tandis que son coéquipier Malkine remporte le Trophée Calder. Therrien est battu par Vigneault l'entraîneur des Canucks.

## Le Mellon Arena
Toute la saison des Penguins est marquée par une profonde incertitude en raison de leur patinoire, le Mellon Arena, vieille et vétuste. En novembre 2006, Gary Bettman, commissaire de la LNH, déclare que la seule possibilité pour que les Penguins restent à Pittsburgh serait que le projet de construction d’une enceinte par le groupe Isle of Capri Casinos soit accepté mais fin décembre, le projet est rejeté. Les Penguins se mettent à la recherche d'une nouvelle solution et le 3 janvier 2007, une délégation de personnalités des Penguins se rend à Kansas City dans le Missouri qui est en train de construire une nouvelle patinoire et serait prêt à accueillir la franchise.
Le 13 mars 2007, le gouverneur de l'État, le maire de Pittsburgh ainsi que les dirigeants de la franchise font une déclaration commune : les Penguins vont rester à Pittsburgh pour au moins encore 30 ans avec un projet de construction d'un nouvel aréna, dans le même quartier que le Mellon Arena. Cette nouvelle construction de 290 millions de dollars doit être cofinancée par plusieurs organisations dont les Penguins de Pittsburgh. L'inauguration de la salle est prévue pour la saison 2010-2011 alors que le Mellon Arena sera rasé.
Malgré les rumeurs de départ de la franchise, l'affluence ne cesse d'augmenter tout au long de la saison et les Penguins ont sur la saison une moyenne de remplissage de 16 424 personnes pour une capacité officielle de 19 640. À la fin de la saison, le total de matchs joués à guichet fermé s'élève à 30, dont une série finale de treize matchs pleins.
Pour les deux matchs des séries éliminatoires, outre les billets des abonnements, 2 000 places étaient disponibles à la vente. La totalité des billets est partie en 11 minutes et les deux matchs sont joués à guichets fermés.